# Amtsgericht Neukölln

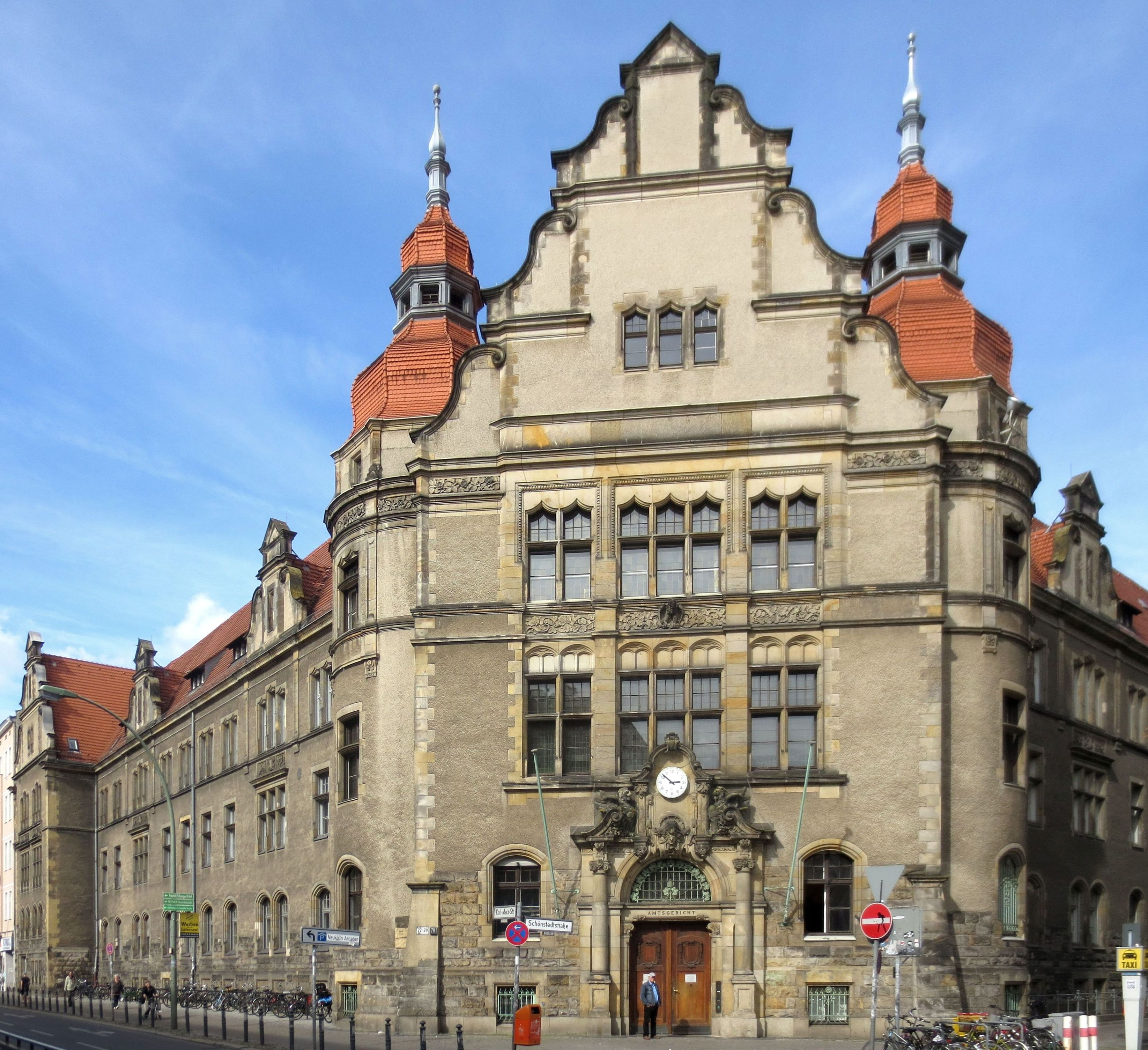
Amtsgericht Neukölln

Das Amtsgericht Neukölln (ursprünglich Amtsgericht Rixdorf, 1945 kurzfristig Bezirksgericht Neukölln) ist ein Gericht der ordentlichen Gerichtsbarkeit und eines von elf Amtsgerichten im Land Berlin.
Gerichtspräsident ist Gerhard Frenzel, Vizepräsident ist Tessa Fey. Das Amtsgericht hat seinen Hauptsitz in der Karl-Marx-Straße 77/79 im Ortsteil Neukölln. Der Gerichtsbezirk (Zuständigkeit) umfasst die Ortsteile Britz, Buckow, Gropiusstadt, Neukölln und Rudow und ist somit deckungsgleich mit dem Bezirk Neukölln.

## Übergeordnete Gerichte
Dem Amtsgericht Neukölln ist das Landgericht Berlin übergeordnet. Zuständiges Oberlandesgericht ist das Kammergericht.

## Geschichte
Das Amtsgericht Rixdorf entstand 1879 mit dem Inkrafttreten des Gerichtsverfassungsgesetzes. Es war dem Landgericht Berlin II und dieses dem Berliner Kammergericht nachgeordnet. Sein Gerichtsbezirk umfasste aus dem Landkreis Teltow den Amtsbezirk Rixdorf. Mit drei Richterstellen (Stand 1880) war es ein mittelgroßes Amtsgericht im Landgerichtsbezirk. 1912 wurde Rixdorf in Neukölln umbenannt, die Gerichtsbezeichnung änderte sich entsprechend auf Amtsgericht Neukölln.
Nach dem Zweiten Weltkrieg wurde die Gerichtsorganisation kurzfristig neu geordnet. Die sowjetische Besatzungsmacht richtete in jedem Bezirk von Berlin ein Bezirksgericht ein. Entsprechend entstand zum 1. Juni 1945 das Bezirksgericht Neukölln. Die Bezirksgerichte erhielten später die Bezeichnungen Amtsgericht. Auf seiner 12. Sitzung beschloss die alliierte Kommandantur am 27. September 1945 die Gerichtsstruktur der besetzten Stadt. Man kehrte hierbei zu der traditionellen Aufteilung mit drei Instanzen zurück. Es wurden wieder zwölf Amtsgerichte gebildet.
Nach der politischen Wende war es notwendig, eine einheitliche Gerichtsstruktur für ganz Berlin festzulegen und gleichzeitig die DDR-Justiz personell und organisatorisch in rechtsstaatliche Strukturen zu überführen. Hierzu ging man zweistufig vor: In einem ersten Schritt wurden zum 3. Oktober 1990 die Ost-Berliner Stadtbezirksgerichte aufgehoben. Es verblieben die sieben West-Berliner Amtsgerichte, deren Sprengel um die Ost-Berliner Bezirke erweitert wurden. Das Amtsgericht Neukölln war damit für die Bezirke Neukölln, Treptow und Köpenick zuständig. Die Stadtbezirksgerichte wurden als Zweigstellen dieser Gerichte weitergeführt. In einem zweiten Schritt wurden 1991 fünf Amtsgerichte in den ehemals Ost-Berliner Bezirken errichtet, um eine Gesamtberliner Gerichtsorganisation zu erhalten. Mit dem Gesetz über die Zuständigkeit der Berliner Gerichte vom 25. September 1990 gab das Amtsgericht Neukölln damit die beiden anderen Bezirke wieder an das neue Amtsgericht Köpenick ab.

## Das Gebäude
Das Amtsgerichtsgebäude wurde ab 1899 im Stil der Neurenaissance erbaut. Der Eingangsportal wird von zwei Säulen gerahmt, auf denen sich Greifen befinden. Das eigentliche Gebäude ist auf einem dreieckigen Grundriss erbaut und verfügt über 111 Räume mit 3500 m² Fläche. Es steht unter Denkmalschutz.

## Richter
- Hermann Lisco (1879–1883)
- Gerhard Frenzel, Präsident seit 2018